# Mont Pobeda
Pour les articles homonymes, voir Pobeda.
Le mont Pobeda (ou Gora Pobeda, littéralement « montagne de la Victoire ») est le plus haut sommet des monts Tcherski massif situé dans l'extrême nord-est de la Sibérie, en Russie, dans le parc naturel de Moma. Son altitude, d'abord estimée à 3 147 m à l'époque de Staline a été par la suite rectifiée à 3 003 m. Cela explique le fait que l'on trouve différentes altitudes selon les cartes.
Le mont se trouve dans la république de Sakha. Il est situé à 180 km au nord-est de l'agglomération d'Oust-Nera et à près de 140 km du cercle polaire.
L'ascension du mont Pobeda a été effectuée pour la première fois en 1966 par un groupe d'alpinistes de Iakoutsk dirigé par V.M. Afanassiev qui l'a escaladé par le versant nord-ouest.